# Staurostichus chrysendetus
Staurostichus chrysendetus är en tvåvingeart som först beskrevs av White 1916.  Staurostichus chrysendetus ingår i släktet Staurostichus och familjen svävflugor. Inga underarter finns listade i Catalogue of Life.